# Oxyopes pugilator
Oxyopes pugilator là một loài nhện trong họ Oxyopidae.
Loài này thuộc chi Oxyopes. Oxyopes pugilator được Cândido Firmino de Mello-Leitão miêu tả năm 1929.